# شهرستان حاجی‌آباد
شهرستان حاجی‌آباد یکی از شهرستان‌های استان هرمزگان در ایران است. مرکز این شهرستان، شهر حاجی‌آباد است.

## اقلیم
حاجی‌آباد تابستان‌های گرم و خشک و زمستان‌های نسبتاً سردی دارد. البته دوره گرما در حاجی‌آباد به دلیل نزدیکی به استان کرمان نسبت به بقیه شهرهای هرمزگان کمتر است. اطراف شهر حاجی‌آباد را کوه احاطه کرده‌است. شهر حاجی‌آباد نسبت به بقیه مراکز شهرستان‌های هرمزگان از ارتفاع بیشتری از سطح دریا برخوردار است.
ارتفاع شهر حاجی‌آباد طبق منابع سازمان هواشناسی کشور ۹۳۱٬۲ متر از سطح دریاست.

## فرهنگ
شهر حاجی‌آباد به لحاظ فرهنگی از چندین فرهنگ متفاوت تشکیل شده‌است. گویش و پوشش خاص هرمزگانی دارند در این‌میان با نزدیک شدن به روستاهای حاشیه استان فارس و استان کرمان گویش‌ها و فرهنگ مردم به سمت گویش و فرهنگ مردم این استان‌ها نزدیک شده‌است؛ که این موارد خود از ظرفیت‌های بالای فرهنگی این شهرستان حکایت دارد. با نگاهی به پوشش جنوب شهرستان حاجی‌آباد گویش (فارغانی) و پوشش هرمزگان بیشتر نمایان است.

## سوغات
سوغات شهر حاجی‌آباد شامل خرما پیارم و مرکبات است.

## موقعیت ارتباطی
شهر حاجی‌آباد در مسیر ترانزیتی کشور واقع شده‌است و محور اصلی جنوب به شمال کشور از این شهر عبور می‌کند.

### راه و حمل و نقل
حاجی‌آباد به وسیله راه‌های آسفالته به شهرهای زیر دسترسی دارد:
- بزرگراه حاجی‌آباد- سیرجان: (جنوب به شمال)
- بزرگراه حاجی‌آباد- بندرعباس: (شمال به جنوب)
- محور حاجی‌آباد-ارزوئیه - بافت: (غرب به شرق)

### فاصله تا شهرها
- فاصله تا بندرعباس: ۱۶۵ کیلومتر
- فاصله تا سیرجان (استان کرمان): ۱۴۰ کیلومتر
- فاصله تا ارزوئیه (استان کرمان): حدود ۶۵ کیلومتر

## تقسیمات کشوری
شهرستان حاجی‌آباد شامل ۳ بخش، ۶ دهستان و ۳ شهر به نام‌های زیر است:

### شهرستان حاجی‌آباد
| بخش    | مرکز بخش | جمعیت بخش ۱۳۹۵ | نام دهستان | مرکز دهستان | جمعیت دهستان ۱۳۹۵ | شهر      | جمعیت شهر ۱۳۹۵ |
| ------ | -------- | -------------- | ---------- | ----------- | ----------------- | -------- | -------------- |
| مرکزی  | حاجی‌آباد | ۴۵٬۵۰۴ نفر     | طارم       | طاشکوییه    | ۱۰٬۱۴۵ نفر        | حاجی‌آباد | ۲۸٬۹۷۷ نفر     |
| مرکزی  | حاجی‌آباد | ۴۵٬۵۰۴ نفر     | درآگاه     | دهستان بالا | ۶٬۳۸۲ نفر         | حاجی‌آباد | ۲۸٬۹۷۷ نفر     |
| فارغان | فارغان   | ۱۲٬۳۸۶ نفر     | آشکارا     | شمیل بالا   | ۸٬۱۲۱ نفر         | فارغان   | ۱٬۷۷۳ نفر      |
| فارغان | فارغان   | ۱۲٬۳۸۶ نفر     | فارغان     | فارغان      | ۲٬۴۹۲ نفر         | فارغان   | ۱٬۷۷۳ نفر      |
| احمدی  | سرگز     | ۱۰٬۳۲۱ نفر     | کوهشاه     | پور         | ۶٬۰۸۲ نفر         | سرگز     | ۱٬۱۵۷ نفر      |
| احمدی  | سرگز     | ۱۰٬۳۲۱ نفر     | احمدی      | سرگز        | ۳٬۰۸۲ نفر         | سرگز     | ۱٬۱۵۷ نفر      |

## جمعیت
جمعیت شهرستان حاجی‌آباد براساس سرشماری عمومی نفوس و مسکن در سال ۱۳۹۵ برابر با ۶۴٬۸۹۷ نفر بوده‌است.

## آثار تاریخی
قلعه تاریخی حاجی‌آباد یکی از این آثار است که متأسفانه سال هاست در حال تخریب است اما به تازگی درحال بازسازی است، می‌باشد. در سایر روستاهای این شهرستان نیز قلعه‌های تاریخی موجود است از جمله این روستاها می‌توان به سیاهک و فارغان و نسا اشاره کرد که متأسفانه این آثار نیز رو به نابودی می‌باشند.

## جاذبه‌های طبیعی
می‌توان به چشمه سبز پوشان برغنی که در روزهای تعطیلی از تمام حاجی آباد برای شنا و آبتنی به این چشمه می ایند و آبشار تزرج در روستای تزرج اشاره کرد و روستاهای زیبای دهنه بخوان و دهنه میمند که اهالی این منطقه در دل کوه درختان مرکبات کاشته‌اند و از اب و هوای بسیار مطبوعی برخوردار هستند.
همچنین چشمه‌های آبگرمی شامل آبگرم دهشیخ:ابگرم معدنوئیه در این شهرستان موجود است که سالانه نظر گردشگران زیادی را به خود جلب می‌کند.
اما در شمال غربی شهرستان حاجی‌آباد روستای گیس قرار دارد که دارای جاذبه‌های گردشگری مانند قلعه گیس و زیارت بی بی گیس هست و از محصولات این روستا می‌توان به درختان انجیر و انگور دیم و بادام نام برد و در تابستان دارای آب هوای بسیار خنک و دل‌پذیر می‌باشد